# James Francis Benoy
James Francis Benoy, britanski general, * 1896, † 1972.